# Yinxing
Yinxing (kinesiska: 银杏乡, 银杏) är en socken i Kina. Den ligger i provinsen Sichuan, i den sydvästra delen av landet, omkring 77 kilometer nordväst om provinshuvudstaden Chengdu. Antalet invånare är 2 302. Befolkningen består av 1 147 kvinnor och 1 155 män. Barn under 15 år utgör 17,0 %, vuxna 15-64 år 72 %, och äldre över 65 år 9,0 %.
Genomsnittlig årsnederbörd är 1 340 millimeter. Den regnigaste månaden är juli, med i genomsnitt 356 mm nederbörd, och den torraste är december, med 9 mm nederbörd.